# ويليام هوتون
ويليام هوتون (بالإنجليزية: William Houghton)‏ (19 ديسمبر 1955 - ) هو لاعب كريكت جنوب أفريقي.

## وصلات خارجية
- ويليام هوتون على موقع إي آس بي آن كريك إنفو (الإنجليزية)